# Stenanthemum pumilum
Stenanthemum pumilum är en brakvedsväxtart. Stenanthemum pumilum ingår i släktet Stenanthemum och familjen brakvedsväxter.

## Underarter
Arten delas in i följande underarter:
- S. p. majus
- S. p. pumilum